# Iribarren
Iribarren is een gemeente in de Venezolaanse staat Lara. De gemeente telt 1.120.000 inwoners. De hoofdplaats is Barquisimeto; de drie overige plaatsen in de gemeente zijn Bobare, Buena Vista en Río Claro.